# Copa del Sol de 2010
O Copa del Sol de 2010 foi a primeira edição do torneio de futebol amistoso que foi disputado em Marbella, Espanha, de 3 a 12 de fevereiro de 2010. O torneio inicial contou com 8 equipes: Molde FK e Rosenborg, da Noruega; Kalmar Fotbollsförening e Idrottsföreningen Elfsborg, da Suécia; Football Club København e Odense Boldklub, da Dinamarca; Futbolniy Klub Shakhtar, da Ucrânia; e CSKA de Moscovo, da Rússia.
As equipes foram divididas em dois grupos: o Grupo Azul e o Grupo Vermelho. Após isso, os clubes disputaram uma fase de Play-off, onde decidiriam as colocações finais.
Infelizmente, a final do torneio de 2010 não pôde ser jogada, devido a fortes chuvas. Então, os finalistas, CSKA Moscou e Shakhtar Donetsk, foram declarados os campeões, e o prêmio em dinheiro foi compartilhado.

## Fase de grupos

### Grupo Azul
| Pos | Equipe           | Pts | J | V | E | D | GP | GC | SG |
| --- | ---------------- | --- | - | - | - | - | -- | -- | -- |
| 1º  | Shakhtar Donetsk | 7   | 3 | 2 | 1 | 0 | 6  | 1  | +5 |
| 2º  | København        | 7   | 3 | 2 | 1 | 0 | 5  | 2  | +3 |
| 3º  | Kalmar           | 3   | 3 | 1 | 0 | 2 | 6  | 8  | −1 |
| 4º  | Molde            | 0   | 3 | 0 | 0 | 3 | 4  | 11 | −7 |

Jogos
| 3 de fevereiro | Molde | 0 – 3 | Shakhtar Donetsk                       |  |
|                |       |       | 35' Gladkiy · 86' Gai · 89' Kravchenko |  |

| 3 de fevereiro | Kalmar       | 1 – 2 | København                 |  |
|                | Carlsson 51' |       | 76' Vingaard · 86' Santin |  |

| 5 de fevereiro | København   | 1 – 1 | Shakhtar Donetsk |  |
|                | Vingaard 8' |       | 38' Lewandowski  |  |

| 5 de fevereiro | Kalmar                                                           | 6 – 4 | Molde                                           |  |
|                | Santos 15' · Dauda 28', 59' · Smylie 44' · Jael 54' · Mendes 76' |       | 11' Ertsås · 47' (pen.) Hoseth · 71', 90' Diouf |  |

| 8 de fevereiro | København                  | 2 – 0 | Molde |  |
|                | Jørgensen 16' · Santin 71' |       |       |  |

| 8 de fevereiro | Kalmar | 0 – 2 | Shakhtar Donetsk                     |  |
|                |        |       | 30' (pen.) Jadson · 78' Luiz Adriano |  |

### Grupo Vermelho
| Pos | Equipe      | Pts | J | V | E | D | GP | GC | SG |
| --- | ----------- | --- | - | - | - | - | -- | -- | -- |
| 1º  | CSKA Moscou | 9   | 3 | 3 | 0 | 0 | 10 | 4  | +6 |
| 2º  | Odense BK   | 6   | 3 | 2 | 0 | 1 | 6  | 5  | +1 |
| 3º  | IF Elfsborg | 1   | 3 | 0 | 1 | 2 | 3  | 6  | −3 |
| 4º  | Rosenborg   | 1   | 3 | 0 | 1 | 2 | 4  | 8  | −4 |

Jogos
| 4 de fevereiro | IF Elfsborg                | 2 – 3 | CSKA Moscou                              |  |
|                | Berglund 78' · Mobaeck 83' |       | 19' Honda · 38' Guilherme · 81' Karlsson |  |

| 4 de fevereiro | Rosenborg                  | 2 – 3 | Odense BK                       |  |
|                | Moldskred 27' · Strand 83' |       | 9', 59' Andreasen · 57' Nordvik |  |

| 6 de fevereiro | CSKA Moscou                              | 4 – 1 | Rosenborg    |  |
|                | Necid 20', 29' · Krasić 24' · Mamaev 52' |       | 4' Moldskred |  |

| 6 de fevereiro | IF Elfsborg | 0 – 2 | Odense BK                   |  |
|                |             |       | 54' Demba-Nyrén · 65' Utaka |  |

| 9 de fevereiro | Odense BK | 1 – 3 | CSKA Moscou                              |  |
|                | Cacá 32'  |       | 42' Berezutskiy · 43' Krasić · 48' Necid |  |

| 9 de fevereiro | IF Elfsborg | 1 – 1 | Rosenborg   |  |
|                | Keene 71'   |       | 87' Bakenga |  |

## Play-off

### Disputa do 7º lugar
| 11 de fevereiro | Rosenborg | 1 – 0 | Molde |  |
|                 | Steen 31' |       |       |  |

### Disputa do 5º lugar
| 11 de fevereiro | Kalmar         | 1 – 3 | IF Elfsborg                            |  |
|                 | Israelsson 52' |       | 49' Keene · 58' Ishizaki · 78' Bajrami |  |

### Disputa do 3º lugar
| 12 de fevereiro | København                 | 2 – 1 | Odense BK |  |
|                 | N'Doye 16' · Vingaard 66' |       | 86' Utaka |  |

### Final
| 12 de fevereiro | CSKA Moscou | –                                                                                    | Shakhtar Donetsk |  |
|                 |             | O jogo foi cancelado devido a fortes chuvas. Ambas equipes foram declaradas campeãs. |                  |  |

## Classificação final
| Posição | Equipe           |
| ------- | ---------------- |
| 1º      | CSKA Moscou      |
| 1º      | Shakhtar Donetsk |
| 3º      | København        |
| 4º      | Odense BK        |
| 5º      | IF Elfsborg      |
| 6º      | Kalmar           |
| 7º      | Rosenborg        |
| 8º      | Molde            |